# Främmestad
Främmestad è un'area urbana della Svezia situata nel comune di Essunga, contea di Västra Götaland.
La popolazione rilevata nel censimento 2010 era di 393 abitanti .